# پوکون وودلند لیکس (پنسیلوانیا)
پوکون وودلند لیکس (به انگلیسی: Pocono Woodland Lakes) یک منطقهٔ مسکونی در ایالات متحده آمریکا است که در شهرستان پایک، پنسیلوانیا واقع شده‌است. پوکون وودلند لیکس ۳٬۲۰۹ نفر جمعیت دارد.